# Gitte Jørgensen
Gitte Jørgensen (født 1963 i Danmark) er en dansk forfatterinde, journalist, foredragsholder, inspirator og coach.
Gitte Jørgensen er kvinden bag bøgerne "Simple living", "Pippi Power" og "Når Sjælen kalder - skab det liv, du længes efter".
Bøgerne er udgivet i de Skandinaviske lande i flere oplag. For eksempel udkom "Pippi Power" i 4. oplag på Cappelen Damm i Norge fra 2010-2013 og "Simple Living - nye veje til et enkelt liv" udkom i 4. oplag på daværende Schønbergs forlag (nu Gyldendal) i årene fra 2003 til 2005.
Den nyeste bog "Når sjælen kalder" udkom i marts 2016 på Nyt Nordisk Forlag (nu Gyldendal) og på Cappelen Damm i februar 2017. Den blev samme måned "månedens bog" i den norske bogklub Energica.
Siden 2003 har Gitte Jørgensen haft en omfattende foredrags- og kursusvirksomhed.
Hun har skrevet og skriver også temaer, interviews og klummer til danske medier som Femina, ALT for damerne, magasinet Psykologi og ugebladet Søndag.